# Dmitri Sergejewitsch Sergejew
Dmitri Sergejewitsch Sergejew (russisch Дмитрий Сергеевич Сергеев; * 3. April 2000 in Sankt Petersburg) ist ein russischer Fußballspieler.

## Karriere
Sergejew begann seine Karriere bei Zenit St. Petersburg. Zur Saison 2018/19 rückte er in den Kader der Reserve Zenits. Für diese debütierte er im August 2018 in der Perwenstwo FNL. Bis Saisonende kam er zu zwölf Zweitligaeinsätzen, mit Zenit-2 stieg er allerdings zu Saisonende in die Perwenstwo PFL ab. In der Saison 2019/20 kam er in der dritten Liga bis zum COVID-bedingten Saisonabbruch in allen 17 Partien zum Einsatz. In der Saison 2020/21 machte er 24 Drittligaspiele.
Zur Saison 2021/22 wurde Sergejew an den Zweitligisten Baltika Kaliningrad verliehen. Für Baltika kam er zu acht Zweitligaeinsätzen. Im Januar 2022 kehrte der Defensivspieler vorzeitig nach Sankt Petersburg zurück. Im Mai 2022 debütierte er gegen den FK Nischni Nowgorod für die Profis von Zenit in der Premjer-Liga. Dies war in jener Spielzeit sein einziger Profieinsatz bei Zenit, für die Reserve machte er in der Rückrunde neun Spiele. Mit Zenit wurde er Meister.